# Cas van Houtert
 Cas van Houtert  (Strijp, 17 april 1940 - Bergeijk, 5 juli 2022) was een Nederlandse hoofdredacteur, journalist en schrijver.

## Journalist
Hoewel hij van plan was geschiedenis te gaan studeren, koos Van Houtert voor de journalistiek.
In 1958 begon hij zijn loopbaan bij dagblad Oost-Brabant, de krant die later zou opgaan in het Eindhovens Dagblad.
In de jaren zestig en zeventig was hij parlementair verslaggever voor het Eindhovens Dagblad waarvoor hij zich ook in Den Haag vestigde. In de jaren daarna reisde hij voor de krant naar India, Iran en Tibet.
In 1975 bedacht hij de Zilveren Tulp als prijs van de Eindhovense Persclub erkenning voor personen, instellingen, bedrijven of instanties die de regio Eindhoven positief voor het voetlicht brachten. Zijn zoon werd later hoofdredacteur bij het Brabants Dagblad.

## Schrijver
Kort voor zijn afscheid bij de krant verscheen in 2003 Uit doorgaans betrouwbare bron, waarin hij het ontstaan en de ontwikkeling van het Eindhovens Dagblad beschrijft.
In 2008 verschenen zijn romans De tanden van de tijd en Over liefde en dood. Hierin tracht de geleerde Loran door een lange tocht van vergeving en verzoening in het reine te komen met zichzelf.
Na het afscheid van de krant schreef hij over de middeleeuwen. In Middeleeuwers tussen hoop en vrees schrijft hij over acht kenmerkende gebeurtenissenging waarin Middeleeuwers omgaan met hun angst voor hel en verdoemenis, rampen, ziektes en oorlogen en hoe zij daarbij hoopten op vrede en verlossing. Het volgende boek beschreef hij leven en vooral de daden Duitse keizer en koning van Sicilië, Frederik II (1194-1250). Zijn derde en vierde boek hebben de liefde in de middeleeuwen als thema. Vlak voor zijn dood verscheen boek Onder God en boven de mensen.

## Erkenning
In 1973 won Kuyper de Prijs voor de Dagbladjournalistiek. Het was de bekroning voor zijn verschenen commentaren, columns en politieke analyses.
In 1977 werd hij gekozen tot journalist van het jaar.